# Francisco Filipe dos Santos Caravana
Francisco Filipe dos Santos Caravana ComC • ComA • GOA • M?BS • M?MM • M?CE • MCC • MV (Barcelos, 30 de Dezembro de 1893 -  Braga, 4 de Outubro de 1983) foi um militar e político português.

## Biografia
De 1904 a 1912, cursou o Liceu de Viana do Castelo e o Liceu de Braga. De 1912 a 1916, tirou os Preparatórios para o Curso de Engenharia na Faculdade de Ciências da Universidade de Lisboa e no Instituto Superior Técnico da Universidade Técnica de Lisboa. De 1916 a 1917, tirou o Curso de Engenharia Militar na antiga Escola de Guerra.
Oficial do Exército da Arma de Engenharia, assentou Praça, como Voluntário, a 8 de Outubro de 1910, no antigo Regimento de Artilharia N.º 5, em Viana do Castelo. Foi promovido ao posto de Alferes a 21 de Maio de 1917, ao de Tenente a 6 de Maio de 1919, ao de Capitão a 12 de Maio de 1923, ao de Major a 27 de Janeiro de 1932, ao de Tenente-Coronel a 10 de Novembro de 1944, ao de Coronel a 6 de Janeiro de 1948 e ao de Brigadeiro a 27 de Maio de 1952.
Serviu primeiro na Companhia de Sapadores de Caminhos-de-Ferro, tendo sido mobilizado e marchado para França, para o Corpo Expedicionário Português, a 18 de Julho de 1918, regressando a 1 de Maio de 1919. Serviu em diversas Unidades da sua Arma, nas Obras Militares e na Escola Prática de Engenharia. Em 1920, tomou parte activa nos serviços do Caminho-de-Ferro do Minho e Douro, durante a greve ferroviária, exercendo o cargo de Chefe Militar de Tracção e Oficinas, comandando, depois, a Companhia de Tracção destacada em Braga. Em 1922, foi transferido para as Obras Militares onde prestou serviço por várias vezes. De Setembro de 1933 a Agosto de 1934 e de Setembro de 1938 a Março de 1940, comandou o antigo Grupo do Regimento de Telegrafistas. Nas manobras, realizadas em 1934, chefiou o Serviço de Transmissões. De Agosto de 1936 a Setembro de 1938, dirigiu a Escola Central de Sargentos, em Águeda. De Setembro de 1938 a Agosto de 1950, comandou o Regimento de Engenharia N.º 2, no Porto. A 29 de Junho de 1944, foi encarregado, por nomeação especial do Ministro da Guerra, de ir à Província de Cabo Verde proceder a um inquérito ao funcionamento dos Serviços de Engenharia.
De Junho de 1926 a Maio de 1929, exerceu o cargo de Presidente da Câmara Municipal de Barcelos e, de Maio de 1929 a Junho de 1930, o de Governador Civil do Distrito de Braga. Foi durante o seu mandato como presidente do Município que Barcelos foi elevada a cidade, a 31 de Agosto de 1928. 
De 1946 a 1950, exerceu o cargo de Professor do Curso de Coronéis, no Instituto de Altos Estudos Militares.
Possuía, na sua folha de serviços, muitos e variados louvores, quer pelos serviços prestados no Corpo Expedicionário Português, em França, quer pelas diversas missões que lhe tinham sido confiadas. Além da Medalha Comemorativa da Campanha do Corpo Expedicionário Português, com a Legenda «França, 1917-1918», e da Medalha da Vitória, foi condecorado com o grau de Comendador da Ordem Militar de Nosso Senhor Jesus Cristo a 14 de Fevereiro de 1930, com o grau de Comendador da Ordem Militar de São Bento de Avis a 30 de Agosto de 1940, com o grau de Grande-Oficial da Ordem Militar de São Bento de Avis a 6 de Novembro de 1950, com a Medalha Militar de Bons Serviços, a Medalha de Mérito Militar e a Medalha Militar de Comportamento Exemplar, e, ainda, com a Fourragère da Antiga e Muito Nobre Ordem Militar da Torre e Espada, do Valor, Lealdade e Mérito.